# Un sueño en un sueño
"Un sueño en un sueño" es un poema escrito por Edgar Allan Poe, publicado por primera vez en 1849. El poema costa de 24 líneas, divididas en dos estrofas. El poema cuestiona la forma en que uno puede distinguir entre la realidad y la fantasía, preguntando al final, "¿No es acaso todo lo que vemos solo un sueño en un sueño?"

## Análisis
"Un sueño en sueño" refleja los sentimientos de Poe respecto a la vida en esa época, dramatizando su confusión al ver cómo todas las cosas importantes de su vida se esfumaban. El darse cuenta de que ni siquiera podía conservar un grano de arena lo lleva a preguntarse al final que si acaso no era todo simplemente un sueño.
El poema hace referencia a la "arena dorada", una imagen derivada del descubrimiento de oro en California en el año de 1848. Alternativamente, se puede interpretar a la "arena dorada" como una alusión a las personas que Poe quería, y que cada una se esfumaba inevitablemente a causa de la muerte (el vacío despiadado), sin importar cuanto se esforzara el autor por mantenerlas junto a él.

## Publicación
El poema fue publicado por primera vez el 31 de marzo de 1849, en el periódico de Boston, Flag of Our Union. El mismo diario publicó dos semanas después la historia de Poe "Hop-Frog". Al mes siguiente, el dueño del periódico, Frederick Gleason, anunció que no pagaría más por artículos o poemas publicados en su periódico.